# 2022–2023-as francia labdarúgó-bajnokság (első osztály)
A 2022–2023-as Ligue 1 a francia labdarúgó-bajnokság 85. alkalommal megrendezésre került, legmagasabb szintű versenye. A címvédő és a bajnok a Paris Saint-Germain csapata. A szezon 2022. augusztus 5-én kezdődött és 2023. június 3-án fejeződött be. Az idény végén 18 csapatosra csökkentik a mezőnyt, ezért nem rendeztek osztályozó mérkőzést, hanem az utolsó négy helyezett esett ki.

## Csapatok

### Csapatváltozások
A másodosztály első két helyezettje (a Toulouse és az Ajaccio) automatikusan, míg az Auxerre az osztályozó mérkőzésen győzte le a Saint-Étienne és ők is feljutottak. Az előző idény utolsó két helyezettje (a Metz és a Bordeaux) automatikusan kiesett a második vonalba.
| Feljutott az első osztályba | Kiesett a másodosztályba    |
| --------------------------- | --------------------------- |
| Toulouse Ajaccio Auxerre    | Saint-Étienne Metz Bordeaux |

### Résztvevők és stadionjaik
| Klub        | Város             | Stadion                   | Befogadóképesség | 2021–2022-es szezon |
| ----------- | ----------------- | ------------------------- | ---------------- | ------------------- |
| Ajaccio     | Ajaccio           | Stade François Coty       | 10,446           | Ligue 2, 2.         |
| Angers      | Angers            | Stade Raymond Kopa        | 18,752           | 14.                 |
| Auxerre     | Auxerre           | Stade de l'Abbé-Deschamps | 21,379           | Ligue 2, 3.         |
| Brest       | Brest             | Stade Francis-Le Blé      | 15,931           | 11.                 |
| Clermont    | Clermont-Ferrand  | Stade Gabriel Montpied    | 11,980           | 17.                 |
| Lens        | Lens              | Stade Bollaert-Delelis    | 37,705           | 7.                  |
| Lille       | Villeneuve-d’Ascq | Stade Pierre-Mauroy       | 50,186           | 10.                 |
| Lorient     | Lorient           | Stade du Moustoir         | 18,890           | 16.                 |
| Lyon        | Décines-Charpieu  | Groupama Stadium          | 59,186           | 8.                  |
| Marseille   | Marseille         | Orange Vélodrome          | 67,394           | 2.                  |
| Monaco      | Monaco            | II. Lajos Stadion         | 18,523           | 3.                  |
| Montpellier | Montpellier       | Stade de la Mosson        | 32,900           | 13.                 |
| Nantes      | Nantes            | Stade de la Beaujoire     | 35,322           | 9.                  |
| Nice        | Nizza             | Allianz Riviera           | 35,624           | 5.                  |
| PSG         | Párizs            | Parc des Princes          | 48,583           | 1.                  |
| Reims       | Reims             | Stade Auguste Delaune     | 21,684           | 12.                 |
| Rennes      | Rennes            | Roazhon Park              | 29,778           | 4.                  |
| Strasbourg  | Strasbourg        | Stade de la Meinau        | 29,230           | 6.                  |
| Toulouse    | Toulouse          | Stadium Municipal         | 33,150           | Ligue 2, 1.         |
| Troyes      | Troyes            | Stade de l'Aube           | 21,684           | 15.                 |

### Vezetőedző-váltások
| Csapat              | Távozott vezetőedző         | A távozás módja         | A távozás ideje   | Helyezés a tabellán | Érkezett vezetőedző         | A kinevezés ideje  |
| ------------------- | --------------------------- | ----------------------- | ----------------- | ------------------- | --------------------------- | ------------------ |
| Lille               | Jocelyn Gourvennec          | Menesztették            | 2022. június 16.  | A szezon előtt      | Paulo Fonseca               | 2022. június 29.   |
| Lorient             | Christophe Pélissier        | Menesztették            | 2022. június 19.  | A szezon előtt      | Régis Le Bris               | 2022. június 27.   |
| Nice                | Christophe Galtier          | Kölcsönös egyetértéssel | 2022. június 27.  | A szezon előtt      | Lucien Favre                | 2022. június 27.   |
| Paris Saint-Germain | Mauricio Pochettino         | Kölcsönös egyetértéssel | 2022. július 4.   | A szezon előtt      | Christophe Galtier          | 2022. július 5.    |
| Marseille           | Jorge Sampaoli              | Lemondott               | 2022. július 1.   | A szezon előtt      | Igor Tudor                  | 2022. július 4.    |
| Lyon                | Peter Bosz                  | Menesztették            | 2022. október 9.  | 7.                  | Laurent Blanc               | 2022. október 9.   |
| Auxerre             | Jean-Marc Furlan            | Menesztették            | 2022. október 11. | 16.                 | Michel Padovani (megbízott) | 2022. október 26.  |
| Brest               | Michel Der Zakarian         | Menesztették            | 2022. október 11. | 20.                 | Bruno Grougi (megbízott)    | 2022. október 11.  |
| Reims               | Óscar García                | Menesztették            | 13 October 2022   | 20.                 | William Still (megbízott)   | 2022. október 13.  |
| Montpellier         | Olivier Dall'Oglio          | Menesztették            | 2022. október 17. | 11.                 | Romain Pitau (megbízott)    | 2022. október 17.  |
| Auxerre             | Michel Padovani (megbízott) | Lejárt a megbízatása    | 2022. október 26. | 18.                 | Christophe Pélissier        | 2022. október 26.  |
| Troyes              | Bruno Irles                 | Menesztették            | 2022. november 8. | 13.                 | Patrick Kisnorbo            | 2022. november 23. |
| Angers              | Gérald Baticle              | Menesztették            | 2022. november 24 | 20.                 | Abdel Bouhazama             | 2023. január 5.    |
| Brest               | Bruno Grougi (megbízott)    | Lejárt a megbízatása    | 2023. január 3.   | 17.                 | Éric Roy                    | 2023. január 3.    |
| Strasbourg          | Julien Stéphan              | Menesztették            | 2023. január 9.   | 19.                 | Mathieu Le Scornet          | 2023. január 21.   |
| Nice                | Lucien Favre                | Menesztették            | 2023. január 9.   | 11.                 | Didier Digard (megbízott)   | 2023. január 9.    |
| Montpellier         | Romain Pitau                | Menesztették            | 2023. február 7.  | 15.                 | Michel Der Zakarian         | 2023. február 8.   |
| Angers              | Abdel Bouhazama             | Lemondott               | 2023. március 7.  | 20.                 | Alexandre Dujeux            | 2023. március 7.   |
| Nantes              | Antoine Kombouaré           | Menesztették            | 2023. május 9.    | 17.                 | Pierre Aristouy             | 2023. május 9.     |

## Tabella
| Hely. | Csapat                  | M  | Gy | D  | V  | G+ | G– | Gk  | P  | Továbbjutás vagy kiesés           |
| ----- | ----------------------- | -- | -- | -- | -- | -- | -- | --- | -- | --------------------------------- |
| 1.    | Paris Saint-Germain (B) | 38 | 27 | 4  | 7  | 89 | 40 | +49 | 85 | Bajnokok Ligája–csoportkör        |
| 2.    | Lens                    | 38 | 25 | 9  | 4  | 68 | 29 | +39 | 84 | Bajnokok Ligája–csoportkör        |
| 3.    | Marseille               | 38 | 22 | 7  | 9  | 67 | 40 | +27 | 73 | Bajnokok Ligája, 3. selejtezőkör  |
| 4.    | Rennes                  | 38 | 21 | 5  | 12 | 69 | 39 | +30 | 68 | Európa-liga–csoportkör            |
| 5.    | Lille                   | 38 | 19 | 10 | 9  | 65 | 44 | +21 | 67 | Európa Konferencia Liga-rájátszás |
| 6.    | Monaco                  | 38 | 19 | 8  | 11 | 70 | 58 | +12 | 65 |                                   |
| 7.    | Lyon                    | 38 | 18 | 8  | 12 | 65 | 47 | +18 | 62 |                                   |
| 8.    | Clermont                | 38 | 17 | 8  | 13 | 45 | 49 | −4  | 59 |                                   |
| 9.    | Nice                    | 38 | 15 | 13 | 10 | 48 | 37 | +11 | 58 |                                   |
| 10.   | Lorient                 | 38 | 15 | 10 | 13 | 52 | 53 | −1  | 55 |                                   |
| 11.   | Reims                   | 38 | 12 | 15 | 11 | 45 | 45 | 0   | 51 |                                   |
| 12.   | Montpellier             | 38 | 15 | 5  | 18 | 65 | 62 | +3  | 50 |                                   |
| 13.   | ToulouseÚ               | 38 | 13 | 9  | 16 | 51 | 57 | −6  | 48 | Európa-liga–csoportkör            |
| 14.   | Brest                   | 38 | 11 | 11 | 16 | 44 | 54 | −10 | 44 |                                   |
| 15.   | Strasbourg              | 38 | 9  | 13 | 16 | 51 | 59 | −8  | 40 |                                   |
| 16.   | Nantes                  | 38 | 7  | 15 | 16 | 37 | 55 | −18 | 36 |                                   |
| 17.   | AuxerreÚ (K)            | 38 | 8  | 11 | 19 | 35 | 63 | −28 | 35 | Kiesett a Ligue 2-be              |
| 18.   | AjaccioÚ (K)            | 38 | 7  | 5  | 26 | 23 | 74 | −51 | 26 | Kiesett a Ligue 2-be              |
| 19.   | Troyes (K)              | 38 | 4  | 12 | 22 | 45 | 81 | −36 | 24 | Kiesett a Ligue 2-be              |
| 20.   | Angers (K)              | 38 | 4  | 6  | 28 | 33 | 81 | −48 | 18 | Kiesett a Ligue 2-be              |

1. ↑  A Toulouse csapata a francia kupa megnyerésével kvalifikálta magát az Európa-liga csoportkörébe.

## Statisztika
| Helyezés | Játékos             | Klub                | Gólok |
| -------- | ------------------- | ------------------- | ----- |
| 1        | Kylian Mbappé       | Paris Saint-Germain | 29    |
| 2        | Alexandre Lacazette | Lyon                | 27    |
| 3        | Jonathan David      | Lille               | 24    |
| 4        | Folarin Balogun     | Reims               | 21    |
| 4        | Loïs Openda         | Lens                | 21    |
| 6        | Habib Diallo        | Strasbourg          | 20    |
| 7        | Wissam Ben Yedder   | Monaco              | 19    |
| 7        | Elye Wahi           | Montpellier         | 19    |
| 9        | Terem Moffi         | Lorient             | 18    |
| 10       | Lionel Messi        | Paris Saint-Germain | 16    |

| Helyezés | Játékos               | Klub                | Gólpasszok |
| -------- | --------------------- | ------------------- | ---------- |
| 1        | Lionel Messi          | Paris Saint-Germain | 16         |
| 2        | Neymar                | Paris Saint-Germain | 11         |
| 2        | Jonathan Clauss       | Marseille           | 11         |
| 4        | Rémy Cabella          | Lille               | 10         |
| 5        | Caio Henrique         | Monaco              | 9          |
| 5        | Florian Sotoca        | Lens                | 9          |
| 7        | Branco van den Boomen | Toulouse            | 8          |
| 7        | Bradley Barcola       | Lyon                | 8          |
| 7        | Benjamin Bourigeaud   | Rennes              | 8          |
| 10       | Angel Gomes           | Lille               | 7          |
| 10       | Jonathan Bamba        | Lille               | 7          |
| 10       | Alekszandr Golovin    | Monaco              | 7          |
| 10       | Maxence Caqueret      | Lyon                | 7          |
| 10       | Adrien Thomasson      | Lens                | 7          |

### Mesterhármasok
| Játékos              | Klub                | Ellenfél    | Végeredmény | Dátum               |
| -------------------- | ------------------- | ----------- | ----------- | ------------------- |
| Florian Sotoca       | Lens                | Brest       | 3–2 (H)     | 2022. augusztus 7.  |
| Kylian Mbappé        | Paris Saint-Germain | Lille       | 7–1 (V)     | 2022. augusztus 21. |
| Wissam Ben Yedder    | Monaco              | Nantes      | 4–1 (H)     | 2022. október 2.    |
| Loïs Openda          | Lens                | Toulouse    | 3–0 (H)     | 2022. október 28.   |
| Wissam Ben Yedder    | Monaco              | Ajaccio     | 7–1 (H)     | 2023. január 15.    |
| Folarin Balogun      | Reims               | Lorient     | 4–2 (H)     | 2023. február 1.    |
| Jonathan David       | Lille               | Lyon        | 3–3 (H)     | 2023. március 10.   |
| Loïs Openda          | Lens                | Clermont    | 4–0 (V)     | 2023. március 12.   |
| Elye Wahi4           | Montpellier         | Lyon        | 4–5 (V)     | 2023. május 7.      |
| Alexandre Lacazette4 | Lyon                | Montpellier | 5–4 (H)     | 2023. május 7.      |
| Amine Gouiri         | Rennes              | Ajaccio     | 5–0 (V)     | 2023. május 21.     |

4 A játékos 4 gólt szerzett

### Kapott gól nélkül lehozott mérkőzések
Utoljára frissítve: 2023. június 3.
| Helyezés | Játékos              | Klub                | Mérkőzések |
| -------- | -------------------- | ------------------- | ---------- |
| 1        | Brice Samba          | Lens                | 15         |
| 2        | Yehvann Diouf        | Reims               | 14         |
| 3        | Gianluigi Donnarumma | Paris Saint-Germain | 13         |
| 4        | Steve Mandanda       | Rennes              | 12         |
| 5        | Kasper Schmeichel    | Nice                | 11         |
| 5        | Alban Lafont         | Nantes              | 11         |
| 7        | Pau López            | Marseille           | 10         |
| 7        | Lucas Chevalier      | Lille               | 10         |
| 7        | Mory Diaw            | Clermont            | 10         |
| 10       | Alexander Nübel      | Monaco              | 9          |
| 10       | Maxime Dupé          | Toulouse            | 9          |

### A hónap legjobb játékosai
| Hónap             | Hónap Játékosa    | Hónap Játékosa      | Források |
| Hónap             | Játékos           | Csapat              | Források |
| ----------------- | ----------------- | ------------------- | -------- |
| Augusztus         | Neymar            | Paris Saint-Germain | [ 38 ]   |
| Szeptember        | Lionel Messi      | Paris Saint-Germain | [ 39 ]   |
| Október           | Martin Terrier    | Rennes              | [ 40 ]   |
| November/December | Kylian Mbappé     | Paris Saint-Germain | [ 41 ]   |
| Január            | Wissam Ben Yedder | Monaco              | [ 42 ]   |
| Február           | Kylian Mbappé     | Paris Saint-Germain | [ 43 ]   |
| Március           | Loïs Openda       | Lens                | [ 44 ]   |
| Április           | Loïs Openda       | Lens                | [ 45 ]   |

### Egyéni díjazottak
| Díj                 | Győztes       | Klub                |
| ------------------- | ------------- | ------------------- |
| A szezon játékosa   | Kylian Mbappé | Paris Saint-Germain |
| A szezon újonca     | Nuno Mendes   | Paris Saint-Germain |
| A szezon kapusa     | Brice Samba   | Lens                |
| A szezon gólja      | Elye Wahi     | Montpellier         |
| A szezon menedzsere | Franck Haise  | Lens                |

| A szezon csapata | A szezon csapata                    | A szezon csapata             | A szezon csapata             | A szezon csapata                    |                    |
| ---------------- | ----------------------------------- | ---------------------------- | ---------------------------- | ----------------------------------- | ------------------ |
| Kapus            | Brice Samba (Lens)                  | Brice Samba (Lens)           | Brice Samba (Lens)           | Brice Samba (Lens)                  | Brice Samba (Lens) |
| Hátvédek         | Achraf Hakimi (Paris Saint-Germain) | Chancel Mbemba (Marseille)   | Kevin Danso (Lens)           | Nuno Mendes (Paris Saint-Germain)   |                    |
| Középpályások    | Khéphren Thuram (Nice)              | Valentin Rongier (Marseille) | Valentin Rongier (Marseille) | Seko Fofana (Lens)                  |                    |
| Csatárok         | Lionel Messi (Paris Saint-Germain)  | Loïs Openda (Lens)           | Loïs Openda (Lens)           | Kylian Mbappé (Paris Saint-Germain) |                    |

## Csapatok régiónkénti bontásban
| Csapatok száma | Régió vagy ország          | Csapat(ok)                      |
| -------------- | -------------------------- | ------------------------------- |
| 3              | Grand Est                  | Reims, Strasbourg és Troyes     |
| 3              | Bretagne                   | Brest, Lorient és Stade Rennais |
| 2              | Auvergne-Rhône-Alpes       | Clermont és Lyon                |
| 2              | Hauts-de-France            | Lens és Lille                   |
| 2              | Okcitánia                  | Montpellier és Toulouse         |
| 2              | Loire mente                | Angers és Nantes                |
| 2              | Provence-Alpes-Côte d’Azur | Marseille és Nice               |
| 1              | Bourgogne-Franche-Comté    | Auxerre                         |
| 1              | Korzika                    | Ajaccio                         |
| 1              | Île-de-France              | Paris Saint-Germain             |
| 1              | Monaco                     | Monaco                          |